# Gråbröstad prinia
Gråbröstad prinia (Prinia hodgsonii) är en asiatisk fågel i familjen cistikolor inom ordningen tättingar.

## Utseende och läten
Gråbröstad prinia är en liten fågel, endast 11 cm, grå ovan, ljus under och med gula ben. Sommartid har den ett karakteristiskt grått band över bröstet. Utanför häckningstid skiljer den sig från den liknande rostprinian (P. rufescens) genom tunnare och mörkare näbb, gråbrun (istället för rostbrun) stjärt och grå anstrykning på halssidor och bröst. Lätet beskrivs som ett högfrekvent skrattande.

## Utbredning och systematik
Gråbröstad prinia delas in i sex underarter med följande utbredning:
- Prinia hodgsonii rufula – Kashmir till Assam, sydvästra Kina (nordvästra Yunnan) och norra Myanmar
- Prinia hodgsonii hodgsonii – Indien till västra Burma
- Prinia hodgsonii albogularis – sydvästra Indiska halvön (Östra Ghats till södra Mysuru och Kerala)
- Prinia hodgsonii pectoralis – Sri Lanka
- Prinia hodgsonii erro – östra Burma (Shan-staterna) till Thailand och södra Indokina
- Prinia hodgsonii confusa – södra Kina (södra Sichuan och västra Yunnan) till nordöstra Laos och norra Vietnam

### Familjetillhörighet
Cistikolorna behandlades tidigare som en del av den stora familjen sångare (Sylviidae). Genetiska studier har dock visat att sångarna inte är varandras närmaste släktingar. Istället är de en del av en klad som även omfattar timalior, lärkor, bulbyler, stjärtmesar och svalor. Idag delas därför Sylviidae upp i ett antal familjer, däribland Cisticolidae.

## Levnadssätt
Gråbröstad prinia förekommer i buskar vid skogskanter, snår och ungskog. Den livnär sig huvudsakligen av insekter som små skalbaggar, små fjärilar och fjärilslarver samt gräshoppor.Madge, S. (2019).

## Status och hot
Arten har ett stort utbredningsområde, men tros minska i antal, dock inte tillräckligt kraftigt för att den ska betraktas som hotad. Internationella naturvårdsunionen IUCN listar arten som livskraftig (LC). Världspopulationen har inte uppskattats men den beskrivs som lokalt vanlig i stora delar av utbredningsområdet.

## Namn
Fågelns vetenskapliga artnamn hedrar Brian Houghton Hodgson (1800-1894), engelsk diplomat, etnolog och naturforskare boende i Nepal 1833-1844. Prinia kommer av Prinya, det javanesiska namnet för bandvingad prinia (Prinia familiaris).

## Bildgalleri

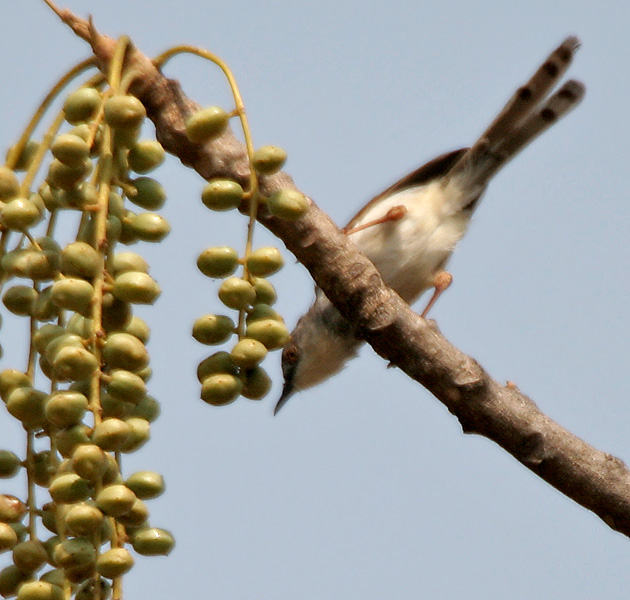
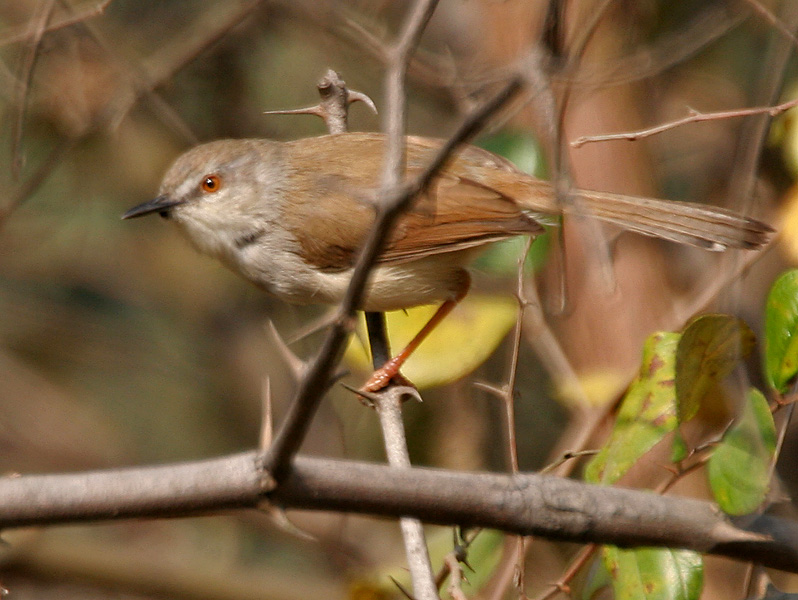
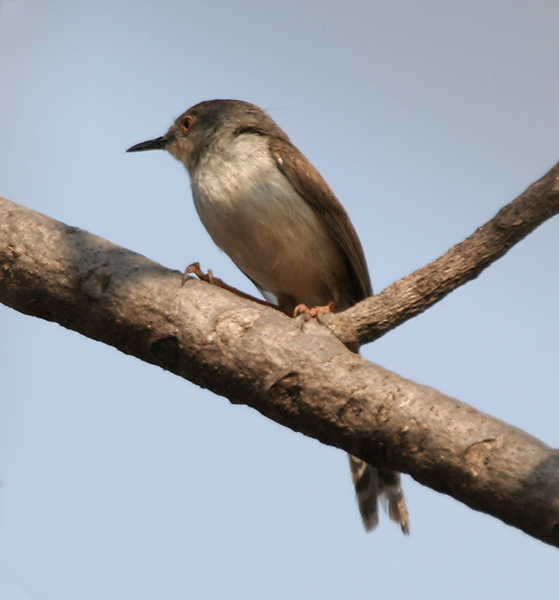
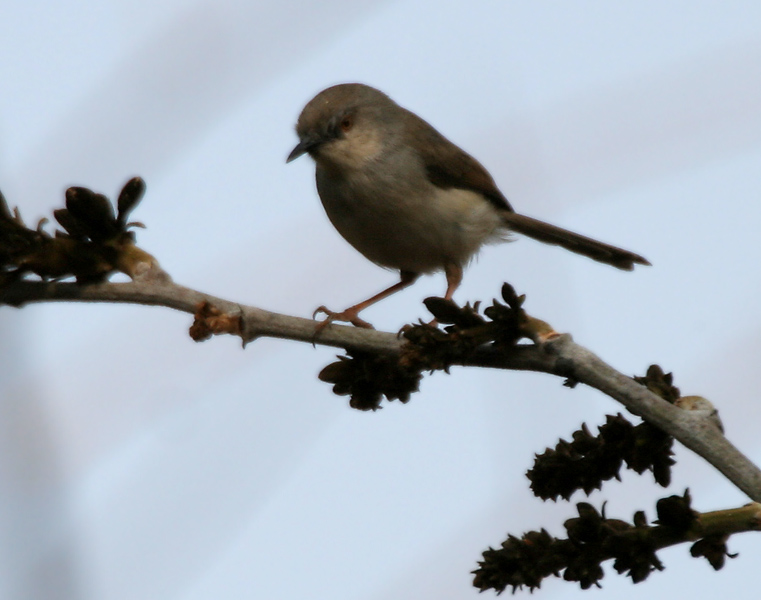